# Indiagama
Indiagama — це вимерлий рід ящірок агамід, відомий з типового виду Indiagama gujarata з раннього еоцену Індії. Індіагама була названа в 2013 році на основі однієї нижньої щелепи зі сланців Камбей у Гуджараті. Прямокутна форма його зубів відрізняє його від усіх інших агамід, живих і вимерлих.